# Сеиџи Озава
Сеиџи Озава (јап. 小澤 征爾; Мукден, 1. септембар 1935 — Токио, 6. фебруар 2024) био је јапански диригент познат по свом раду са Симфонијским оркестром Сан Франциска, Симфонијским оркестром Торонта, Бечком државном опером и Бостонским симфонијским оркестром, чији је музички директор био 29 година. Добитник је бројних међународних награда.

## Биографија

### Ране године
Озава је рођен 1. септембра 1935. од јапанских родитеља у граду Мукдену (данашњи Шенјанг у Кини) којег су 1935. под окупацијом држали Јапанци. Када се његова породица вратила у Јапан 1944. године, почео је да учи клавир код Ноборуа Тојомасуа, интензивно проучавајући дела Јохана Себастијана Баха. Након што је 1950. завршио средњу школу Сеиџи је сломио два прста играјући рагби. Пошто није могао да настави са учењем клавира, Хидео Саито, његов учитељ у музичкој школи, довео је Озаву на извођење Бетовеновог Концерта за клавир бр. 5. Овај концерт је Озави померио музички фокус са клавира на дириговање. Ишао је у музичку школу Тохо Гакуен, где је дипломирао 1957. 

### Међународна каријера
Скоро деценију након спортске повреде, Озава је освојио прву награду на Међународном такмичењу диригента оркестара у Безансону, Француска. Овај успех је довео до позива Чарлса Минха, тада музичког директора Бостонског симфонијског оркестра, да похађа Центар музике Беркшир (енгл. Berkshire Music Center), који се сада зове: Центар музике Тенглвуд  (енгл. Tanglewood Music Center), где је студирао са Пјером Монтеуком. Озава је 1960. освојио Награду Кусевицки за изванредног студента дириговања, највећу част Тенглвуд центра. Добивши стипендију за студије дириговања код познатог аустријског диригента Херберта фон Карајана, Озава се преселио у Западни Берлин. Под паском фон Карајана, Озава је привукао пажњу истакнутог диригента Леонарда Бернштајна. Бернштајн га је потом именовао за помоћника диригента Њујоршке филхармоније где је био ангажован током сезона 1961–1962 и 1964–1965. Док је био са Њујоршком филхармонијом, Озава је имао свој први професионални концерт са Симфонијом Сан Франциска 1962.  Озава је једини диригент који је учио и код Карајана и код Бернштајна.
У децембру 1962. године Озава је био умешан у контроверзу са престижним јапанским НХК симфонијским оркестром када су поједини чланови оркестра, незадовољни његовим стилом и личношћу, одбили да свирају под њим. Уместо тога, Озава је дириговао ривалским Јапанским филхармонијским оркестром. Од 1964. до 1968. године, Озава је био први музички директор Равинија фестивала, летњег дома Чикашког симфонијског оркестра. Године 1969. био је главни диригент овог фестивала.
Озава је имао ангажман као музички директор Симфонијског оркестра у Торонту од 1965. до 1969. и Симфонијског оркестра Сан Франциска од 1970. до 1977. године. Године 1972. предводио је Симфонију из Сан Франциска у њеним првим комерцијалним снимцима музике инспирисаном Ромеом и Јулијом Вилијама Шекспира. Године 1973. повео је оркестар из Сан Франциска на европску турнеју, која је укључивала и концерт у Паризу. Био је умешан у спор 1974. са комитетом свирача Симфоније Сан Франциска који је ускратио мандат тимпанисткињи Елејн Џонс и фаготисту Рјохеију Накагави, двома младих музичара које је одабрао лично Озава. Озава је у Сан Франциску, као гостујући диригент, дириговао још концертом из 1978. године са музиком из балета Чајковског Лабудово језеро.

### Бостонски симфонијски оркестар
Између 1964. и 1973. Озава је дириговао разним оркестрима. 1973. постао је музички директор Бостонског симфонијског оркестра 1973. и ту је остао 29 година, што је најдужи стаж било ког музичког директора, надмашивши 25 година које је имао Сергеј Кусевицки.
Озава је своју прву Награду Еми добио 1976. године за телевизијску ПБС серију Бостонског симфонијског оркестра под насловом Вечер у симфонији. Године 1994. Бостонски симфонијски оркестар је посветио своју нову концертну дворану у Тенглвуду "Сеиџи Озава Хол" у част његове 20. сезоне са оркестром. Године 1994. добио је свој други Еми за индивидуално достигнуће у културном програму за Дворжака у Прагу: Прослава.
У децембру 1979, Озава је дириговао монументалном изведбом Бетовенове Девете симфоније у Централној филхармонији Пекинга. Ово је био први пут, од 1961. године, да је Бетовенова Девета симфонија уживо изведена у Кини.
У настојању да споји јапанске оркестре и извођаче са међународним уметницима, Озава је, заједно са Казујошијем Акијамом, основао Саито Кинен оркестар 1992. Од свог настанка, оркестар је стекао истакнуту позицију у међународној музичкој заједници. Озава и виолончелиста и диригент Мстислав Ростропович формирали су путујућу музичку групу у каснијим фазама Ростроповичовог живота, са циљем да одржавају бесплатне концерте и буду ментори студентима широм Јапана.
Исте године Озава дебитује са Метрополитен опером у Њујорку. Био је у центру контроверзе 1996–1997 кад је захтевао нагле промене у Музичком центру Тенглвуд, због чега су Гилберт Калиш и Леон Флајшер поднели оставке у знак протеста. Потоња критика Грега Сандоуа изазвала је велику пажњу у штампи.  
Озава је дириговао међународним извођењем Бетовенове Оде радости на церемонији отварања Зимских олимпијских игара 1998. у Нагану, Јапан. Озава је дириговао оркестром и певачима у Нагану, а придружили су му се и хорови из Пекинга, Берлина, Кејптауна, Њујорка и Сиднеја – као и публика на Олимпијском стадиону у Нагану. Ово је био први пут да је симултано изведен међународни аудио-визуелни перформанс.  
Озава је био заговорник класичне музике 20. века, диригујући премијерама бројних дела, укључујући Полифонију из Сан Франциска Ђерђа Лигетија 1975. године и оперу Свети Франсоа Асишки Оливијеа Месијана 1983. године. Такође је постао познат по својој неортодоксној диригентској гардероби, где је носио традиционалну свечану хаљину са белом долчевицом, а не уобичајену уштиркану кошуљу, прслук и белу кравату.
Јапанска влада је 2001. године одала почаст Озави за заслуге у култури.

### Од 2002. године
Године 2002, Озава се повукао са места музичког директора Бостонског симфорнијског оркестра да би постао главни диригент Бечке државне опере. Истовремено Озава наставља да ради као наставник и администратор у Музичком центру Тенглвуд. На Нову годину 2002. Озава је дириговао Бечким новогодишњим концертом. 2005. је основао је Оперу Номори у Токију и дириговао је опером Електра Рихарда Штрауса. Дана 1. фебруара 2006. године, Озава је морао да откаже све своје диригентске ангажмане због болести, укључујући упалу плућа и шиндре. Дириговању се вратио у марту 2007. у Токијској опери Номори. Озава се повукао са функције у Бечкој државној опери 2010. године, где га је наследио Франц Велзер-Мест.
Октобра 2008. Озава је одликован Јапанским Орденом културе, за који је у Царској палати одржана церемонија доделе награда. Добитник је 34. Музичке награде Сунтори (2002) и Награде за изврсност Међународног центра у Њујорку.
Дана 7. јануара 2010, Озава је објавио да отказује све ангажмане на шест месеци како би се подвргнуо лечењу рака једњака.  Остали Озавини здравствени проблеми укључују упалу плућа и операцију доњег дела леђа. Након дијагнозе рака, Озава и романописац Харуки Мураками започели су серију од шест разговора о класичној музици који чине основу за књигу Апсолутно о музици.

## Почасни докторати
Озава има почасне докторске дипломе са Универзитета Харвард, Музичког конзерваторијума Нове Енглеске, Универзитета Масачусетс Амхерст, Националног универзитета музике у Букурешту и Колеџа Витон. Почасни је члан Међународног музичког савета.

## Лични живот
Озава има три брата (Катсуми, Тошио и Микио). Озава је ожењен са Мики Ирие („Вера“), бившом манекенком и глумицом, рођеном 1944. у Јокохами и која је четвртина Рускиња и три четвртине Јапанка;  претходно је био ожењен пијанисткињом Кјоко Едо. Озава има двоје деце са Ирие, ћерку по имену Сеиру и сина по имену Јукијоши.